# 2020 في الصومال
أحداث عام 2020 في الصومال .

## السياسة
- الرئيس: محمد عبدالله فرماجو
- رئيس مجلس الوزراء : حسن علي خيري

## الأحداث
الأحداث الجارية - الحرب في الصومال (2009-الآن)؛ جائحة كورونا في الصومال

### يناير
- 18 يناير - تفجير أفجوي

### مايو
- 4 مايو - قوات الدفاع الإثيوبية تسقط طائرة تابعة لـأفريكان إكسبريس تحمل مساعدات لمواجهة فيروس كورونا في مهبط طائرات برديلّي في بيدوا ، ظنا منهم أنها هجوم انتحاري.[1][2]

### أغسطس
- 8 أغسطس
  - أعلنت حركة الشباب مسؤوليتها عن تفجير انتحاري على قاعدة عسكرية في مقديشو أسفر عن مقتل ثمانية وإصابة 14 آخرين.[3]
  - اقتراح مشروع قانون الجرائم الجنسية في البرلمان الفيدرالي الصومالي، والذي يسمح بالزواج القسري.[4]
- 16 أغسطس - حركة الشباب تنفذ هجوما على فندق إليت في شاطئ ليدو بالعاصمة مقديشو ما أسفر عن مقتل أحد عشر شخصًا.[5]
- 18 أغسطس - إعدام جنديين بعد إدانتهما باغتصاب صبي يبلغ من العمر 10 سنوات في يوليو. [6]

### سبتمبر
- 7 سبتمبر - مقتل ثلاثة جنود صوماليين من القوات الخاصة وإصابة جندي أمريكي وجندي صومالي في انفجار سيارة مفخخة في بلدة جانا عبد الله بولاية جوبالاند.[7]
- 17 سبتمبر: الرئيس محمد عبد الله محمد يعين محمد حسين روبلي رئيسا للوزراء خلفا لحسن علي خيري الذي سحب أعضاء مجلس النواب الثقة من حكومته في يوليو، وأعلن إجراء الانتخابات النيابية في وقت لاحق من العام بشكل غير مباشر، خلافا لما كان مقررا سابقا.[8]

### ديسمبر
- 1–27 ديسمبر: المواعيد المقررة للانتخابات البرلمانية الصومالية عام 2020 والتي تأجلت عدة مرات.[9]
- 10 ديسمبر - الطائرات الحربية الأمريكية تقصف معقل متمردي حركة الشباب المرتبطة بالقاعدة.[10]
- 15 ديسمبر - الصومال يقطع العلاقات الدبلوماسية مع كينيا بعد زيارة موسى بيهي عبدي رئيس أرض الصومال الانفصالية إلى كينيا. [11]
- 21 ديسمبر - أرسلت الولايات المتحدة سفينة جزيرة يو إس إس ماكين وسفن حربية أخرى على متنها 2500 من مشاة البحرية لتغطية انسحاب 800 جندي من القوات الأمريكية المتواجدة في الصومال لتقديم المشورة للقوات المسلحة الصومالية، ولم يتبق سوى وحدة صغيرة لحراسة السفارة. [12]

## وفيات
- 24 مارس – عبد القادر محمد فارح لاعب كرة قدم (مواليد 1961). [13]
- 1 أبريل – نور حسن حسين سياسي ورئيس وزراء سابق (مواليد 1938). [14]
- 7 أبريل – الحُديدي، عازف عود (مواليد 1928). [15]
- 10 مايو – عبد الغني محمد وعيس دبلوماسي (سفير لدى مصر وجامعة الدول العربية ). توفي جراء إصابته بفيروس كورونا في الكويت [16]
- 12 يوليو – حسن أبشير فرح ، سياسي، رئيس الوزراء الأسبق (مواليد 1945).[17]
- 8 &Amp;#x5B; بحاجة لمصدر ]أكتوبر – علي خليف غلير، سياسي، ورئيس الوزراء الصومالي (2000-2001)، عضو في البرلمان الصومالي (منذ 2012) ورئيس ولاية خاتمة (منذ 2014).[18]
- 18 نوفمبر- عمر عرتي غالب (90 عاما) سياسي ورئيس الوزراء (1991-1993) ووزير الخارجية (1969-1976). [19]